# Blaues Buch (Anonyme Alkoholiker)
Das Blaue Buch – wegen der Farbe des Einbandes so genannt – heißt eigentlich Anonyme Alkoholiker. Es ist die deutsche Übersetzung des 1939 in den USA erschienen „Big Book“. Diese  erste Publikation der Anonymen Alkoholiker gab ihnen letztlich den Namen, unter dem sie später bekannt wurden. Hauptautoren sind die beiden Gründer der Anonymen Alkoholiker William Griffith Wilson (AA-intern „Bill W.“) und Dr. Robert Holbrook Smith („Dr. Bob“).
Das Buch ist bis heute immer noch Grundlagentext der Anonymen Alkoholiker. Es gab eine Reihe von Neuauflagen und Überarbeitungen, und Übersetzungen in dutzende Sprachen. Die zweite Auflage (1955) hatte schon 1.150.000 Exemplare. Anfang der 1960er Jahre übersetzte Pfarrer Heinz Kappes das Buch auch ins Deutsche.
Es erscheint im Selbstverlag und besitzt keine ISBN.

## Inhalt
Das Buch hat einen Umfang von über 400 Seiten. Bis heute ist die (Lebens-)Geschichte von Bill W. darin zu lesen. Es werden die eigenen Erfahrungen als Alkoholiker geschildert und die Schlussfolgerungen, die dann zum Zwölf-Schritte-Programm führten. Über mehrere Kapitel wird die Arbeit in den zwölf Schritten anhand von Beispielen und eigenen Erfahrungen geschildert. Jeweils ein Kapitel richtet sich speziell an Agnostiker, „An die Ehefrau“ (die ersten Anonymen Alkoholiker waren nur Männer) und die Arbeitgeber. Der zweite Teil des Buches ist eine Sammlung von Lebensgeschichten, in denen Alkoholiker ihre Leidens- und Genesungsgeschichten erzählen. In der deutschen Übersetzung sind es die Geschichten deutscher Alkoholiker.
Oft zitierte Stellen sind:
- die „Zwölf Schritte“ am Anfang des 5. Kapitels „Wie es funktioniert“
- die „Zwölf Traditionen“ im Anhang
- die „Zwölf Versprechen“ im 6. Kapitel „In die Tat umgesetzt“ vor dem 10. Schritt

Das Hauptziel des Buches sei es laut eigenen Angaben, es möglich zu machen, eine Macht größer als den Leser selbst zu finden, die sein Problem löse.
Im Blauen Buch wird es als unmöglich angesehen, dass aus einem Alkoholiker ein gemäßigter Trinker würde. Nur Abstinenz führe zum Ziel. Als Beispiel wird im Buch die Geschichte eines Mannes aufgeführt, der nach 25-jähriger Abstinenz wieder gemäßigt zu trinken begonnen habe und darauf nach zwei Monaten im Spital landete. Die Devise lautet: einmal Alkoholiker, immer Alkoholiker.

### Genesung nur durch Glauben an eine Höhere Macht
Im Buch wird geschrieben, dass es unmöglich sei, von selbst mit dem Trinken aufzuhören. Dabei würden einem auch keine verbesserte Lebensphilosophie oder neue Wertevorstellungen helfen. Wer Alkoholiker sei, müsse erkennen, dass er sich nicht selbst helfen könne. Nur eine „höhere Macht“ könne helfen. Das Beispiel eines Mannes namens Fred wird aufgeführt, der sein Trinken nicht mehr unter Kontrolle hat, aber schlussendlich dank des bisher nicht erläuterten Programms der Anonymen Alkoholiker ein „unendlich befriedigenderes Leben als zuvor“ führe. Offenbar würden „viele Ärzte und Psychiater“ den Erkenntnissen der AA zustimmen, aber außer dem Arzt, der die Einleitung schrieb, werden sie nicht namentlich erwähnt. Stattdessen wird „einer dieser Männer“, angestellt in einem „weltbekannten Spital“ zitiert, mit dem Satz, dass es für manche Fälle keine andere Lösung gebe als eine spirituelle.

“Once More: The Alcoholic at certain times has no effective mental defense against the first drink. Except in few rare cases, neither he nor any other human being can provide such a defense. His defense must come from a Higher Power.”

„Nochmals: Der Alkoholiker hat keine erfolgreiche mentale Verteidigung gegen den ersten Drink. Außer in ganz selten Fällen kann weder er noch ein anderer Mensch eine solche Verteidigung aufbringen. Die Verteidigung muss von einer Höheren Macht kommen.“

### Keine Heilung für Agnostiker und Atheisten
Im Blauen Buch wendet sich ein ganzes Kapitel an Agnostiker und Atheisten. Es wird zwar viel Verständnis für eine solche Haltung aufgebracht und sie wird als Ausdruck der modernen Gesellschaft akzeptiert. Es heißt aber deutlich, wenn man wenig oder keine Kontrolle mehr über sein Trinken habe, leide man an einer Krankheit, die nur eine spirituelle Erfahrung besiegen könne. Wer „das Gefühl habe“, ein Atheist oder Agnostiker zu sein, dem scheine eine solche Erfahrung unmöglich, aber weiterzufahren wie bisher wäre eine Katastrophe für ihn, speziell, wenn er ein Alkoholiker der hoffnungslosen Sorte sei. Zum Alkoholtod verdammt zu sein oder auf einer spirituellen Basis zu leben seien nicht immer einfache Alternativen. (Zitat: Kapitel We Agnostics. S. 31: “To be doomed to an alhoholic death or to live on a spiritual basis are not always easy alternatives to face”)
Es sei aber nicht schwer, viele Alkoholiker hätten gedacht, sie seien Atheisten oder Agnostiker. Eine neue Lebensphilosophie und andere Moralvorstellungen würden nicht helfen. Man müsse eine Kraft finden, die größer als man selbst sei. Doch wo finde man eine solche Kraft? Sobald Agnostiker ihre Vorurteile gegenüber Gott und Spiritualität ablegen würden, und ein bisschen Willen zeigten, an eine übernatürliche Macht zu glauben, so wie man sie selbst verstehe, würden Resultate eintreten. Wenn sich jemand frage „Glaube ich jetzt oder bin ich wenigstens willens zu glauben, dass es eine Kraft größer als mich selbst gibt?“ und dies bejahen könne, sei ihm versichert, dass er sich auf dem richtigen Weg befinde. Es sei erwiesen, dass man auf diesem simplen Eckstein eine effektive spirituelle Struktur aufbauen könne.
Es folgt eine Aufzählung, dass der moderne Mensch und die Wissenschaft nicht mehr an Gott und Spiritualität glauben würden, wobei man doch nach der Annahme eines Glaubens an eine Macht größer als man selbst, soviel Kraft, Frieden und Glück verspüren würde. Die Pionierleistung der Wright-Brüder wird mit dem Glauben an Gott verglichen. Atheismus und Agnostizismus wird als verdrängter Gottesglauben dargestellt: Wenn man Alkoholiker sei, müsse man furchtlos der Aussage gegenüberstehen, dass Gott entweder alles oder nichts sei, entweder existiere oder nicht, dann erkenne man, dass Gott und Glauben eigentlich schon die ganze Zeit tief im Innern geschlummert habe.
Es folgt die Geschichte eines Alkoholikers, der im Spitalbett Gott anzweifelt und darauf von der Überzeugung der Anwesenheit Gottes auf die Knie fällt, danach unendliche Kraft und Liebe verspürt und sein Alkoholproblem „von ihm genommen“ sah. Das Wunder seiner Heilung sei wegen der Umstände eingetreten, die ihn willens machten, an „seinen Schöpfer“ zu glauben.

### Das Zwölf-Schritte-Programm
Im eigentlichen Ratgeberteil des Buches wird nochmals darauf hingewiesen, dass man es mit dem durchtriebenen, hinterlistigen und starken Alkohol zu tun habe, also gebe es nur einen, der helfen könne, „Einer“ der alle Kraft habe, dieser „Eine“ sei Gott. Man möge ihn jetzt finden. Dann wird das Zwölf-Schritte-Programm vorgestellt, das als Programm der Besserung empfohlen wird. Der Originalwortlaut der Schritte eins bis neun ist in der Vergangenheitsform geschrieben und wurde von den Urhebern quasi als rückblickender Leitfaden ihrer eigenen Abstinenzerlangung verfasst.
1. Wir gaben zu, dass wir dem Alkohol gegenüber machtlos sind – und unser Leben nicht mehr meistern konnten.
2. Wir kamen zu dem Glauben, dass eine Macht, größer als wir selbst, uns unsere geistige Gesundheit wiedergeben kann.
3. Wir fassten den Entschluss, unseren Willen und unser Leben der Sorge Gottes – wie wir Ihn verstanden – anzuvertrauen.
4. Wir machten eine gründliche und furchtlose Inventur in unserem Inneren.
5. Wir gaben Gott, uns selbst und einem anderen Menschen gegenüber unverhüllt unsere Fehler zu.
6. Wir waren völlig bereit, all diese Charakterfehler von Gott beseitigen zu lassen.
7. Demütig baten wir Ihn, unsere Mängel von uns zu nehmen.
8. Wir machten eine Liste aller Personen, denen wir Schaden zugefügt hatten, und wurden willig, ihn bei allen wiedergutzumachen.
9. Wir machten bei diesen Menschen alles wieder gut – wo immer es möglich war –, es sei denn, wir hätten dadurch sie oder andere verletzt.
10. Wir setzten die Inventur bei uns fort, und wenn wir Unrecht hatten, gaben wir es sofort zu.
11. Wir suchten durch das Gebet und Meditation die bewusste Verbindung zu Gott – wie wir Ihn verstanden – zu vertiefen. Wir baten Ihn nur, uns Seinen Willen erkennbar werden zu lassen und uns die Kraft zu geben, ihn auszuführen.
12. Nachdem wir durch diese Schritte ein spirituelles Erwachen erlebt hatten, versuchten wir, diese Botschaft an Alkoholiker weiterzugeben und unser tägliches Leben nach diesen Grundsätzen auszurichten.

Angelehnt sind die zwölf Schritte an die Lehre der christlichen Erweckungsbewegung Oxford-Gruppe: Der Mensch sei ein Sünder, der Mensch könne verändert werden, das Sündenbekenntnis sei die Voraussetzung für eine Veränderung, der veränderte Mensch habe einen direkten Zugang zu Gott, Gott wirke auch heute noch Wunder, und der veränderte Mensch habe die Aufgabe, andere zur Veränderung anzuleiten.
Es wird nochmals klargemacht, dass keine menschliche Kraft einen Menschen vom Alkohol befreien könne. Nur Gott könne und wolle, so er gesucht werde. Leben auf der Basis des eigenen Willens sei nicht von Erfolg gekrönt. Leben ohne Gott wird als egozentrisch und unehrlich beschrieben. Ein Alkoholiker sei ein extremes Beispiel eines überbordenden Eigenwillens, und man müsse diesen „Egoismus“ loswerden, sonst werde er einen töten. Und  Gott mache das möglich. Es wird ein Gebet empfohlen, bei dem man Gott darum bittet, „einem von der Fessel des Selbst zu lösen“, damit man den Willen Gottes besser ausführen könne. Spiritualität sei der Weg der Stärke, und wer schlechtes tue, der sei spirituell krank.
In einem weiteren Kapitel wird über das Vorgehen bei der behutsamen Missionierung von Alkoholikern beraten. Die Hauptsache dabei sei, dass er willens sei, an eine Macht größer als er selbst zu glauben und nach spirituellen Richtlinien zu leben. Abschließend werden verschiedene Alkoholikerlaufbahnen vorgestellt, die dank des Glaubens mit dem Trinken aufhören konnten.